# Fontaine de Samson
La fontaine de Samson, appelée en allemand Simsonbrunnen, est une fontaine située dans la Kramgasse de Berne, en Suisse.

## Histoire
La fontaine a été construite en 1527. En 1544, le bassin est agrandi et remplacé par pour un bassin octogonal, alors que la statue créée par Hans Gieng est installée. Cette statue représente le héros biblique Samson, habillé à la Romaine qui combat un lion à mains nues ; pendant le XVIe siècle, Samson représentait un symbole populaire de puissance et était comparé à Hercule.
Dans cette représentation, Samson est armé d'une mâchoire d'âne et porte également les outils d'un boucher. Une théorie veut que la fontaine ait été offerte par la corporation des bouchers de la ville ; à l'origine, elle avait été baptisée Schaalbrunnen (de Schaal ancien nom local d'un abattoir). Renommée Metzgernbrunnen  (« fontaine des bouchers »)  en 1687, elle prend son nom actuel en 1827. En 1973, la colonne et la statue originelles ont été remplacées par des copies.
La fontaine est inscrite comme bien culturel suisse d'importance nationale.

## Sources
- (de) Cet article est partiellement ou en totalité issu de l’article de Wikipédia en allemand intitulé « Simsonbrunnen (Bern) » (voir la liste des auteurs).